# Roberto Álamo
Roberto Álamo, pseudonimo di Roberto Martínez Felipe (Madrid, 1º gennaio 1970), è un attore spagnolo.

## Biografia
Allievo di Cristina Rota, Álamo cominciò a lavorare come attore verso la seconda metà degli anni novanta; nel corso della sua carriera si è diviso equamente fra cinema, teatro e televisione.

## Filmografia

### Cinema
- Casting, regia di Fernando Merinero (1998)
- La donna più brutta del mondo (La mujer más fea del mundo), regia di Miguel Bardem (1999)
- Cupido in vena di scherzi (Km. 0), regia di Yolanda García Serrano e Juan Luis Iborra (2000)
- Torremolinos 73 - Ma tu lo faresti un film porno? (Torremolinos 73), regia di Pablo Berger (2003)
- Valentín, regia di Juan Luis Iborra (2002)
- Días de fútbol, regia di David Serrano (2003)
- Ti do i miei occhi (Te doy mis ojos), regia di Icíar Bollaín (2003)
- Los 2 lados de la cama, regia di Emilio Martínez Lázaro (2005)
- Shevernatze, un ángel corrupto, regia di Pablo Palazón (2007)
- Días de cine, regia di David Serrano (2007)
- Un buen día lo tiene cualquiera, regia di Santiago Lorenzo (2007)
- Gordos, regia di Daniel Sánchez Arévalo (2009)
- Una hora más en Canarias, regia di David Serrano (2010)
- Dispongo de barcos, regia di Juan Cavestany (2010)
- Águila Roja: la película, regia di José Ramón Ayerra (2011)
- La pelle che abito (La piel que habito), regia di Pedro Almodóvar (2011)
- De tu ventana a la mía , regia di Paula Ortiz (2011)
- Fènix 11-23, regia di Joel Joan e Sergi Lara (2012)
- La gran familia española, regia di Daniel Sánchez Arévalo (2013)
- Che Dio ci perdoni (Que Dios nos perdone), regia di Rodrigo Sorogoyen (2016)
- Es por tu bien, regia di Carlos Therón (2017)
- La niebla y la doncella, regia di Andrés M. Koppel (2017)
- El páramo - Terrore invisibile, regia di David Casademunt (2021)

### Televisione
- Éste es mi barrio – serie TV, episodio 1x14 (1996)
- La casa de los líos – serie TV, episodio 3x16 (1998)
- Maneras de sobrevivir – serie TV, 13 episodi (2005)
- Genesis – serie TV, episodio 1x07 (2006)
- Los Serrano – serie TV, episodio 6x18 (2007)
- La familia Mata – serie TV, episodio 1x08 (2007)
- Los hombres de Paco – serie TV, 5 episodi (2007-2008)
- Sin tetas no hay paraìso – serie TV, episodi 1x06-1x07 (2008)
- Aída – serie TV, episodio 5x14 (2008)
- Lex – serie TV, episodio 2x03 (2008)
- Hermanos y detectives – serie TV, episodio 2x06 (2009)
- Águila roja – serie TV, 44 episodi (2009-2013)
- Luna, el misterio de Calenda – serie TV, 13 episodi (2013)
- Fugitiva – serie TV, 8 episodi (2018)
- El Continental – serie TV, 10 episodi (2018)